# Vortioxetina

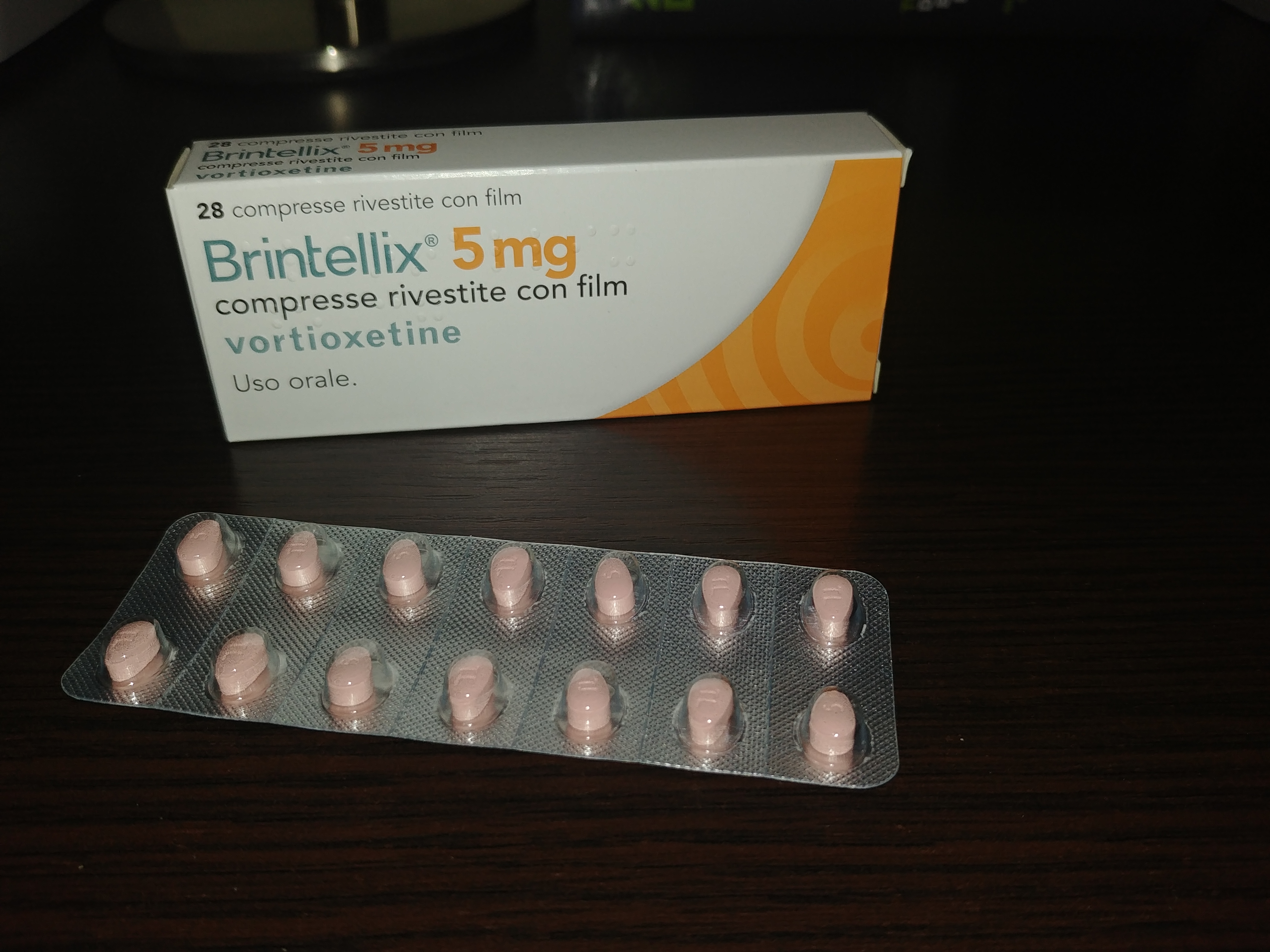
Confezione italiana di Brintellix in compresse da 5mg

La vortioxetina (Brintellix) è un farmaco antidepressivo prodotto dalle società Lundbeck e Takeda approvato per il trattamento dei disturbi depressivi che rientra nella categoria farmacologica dei SMS (Serotonin Modulator and Stimulator).
Approvato nel 2013 dalla FDA per la vendita negli Stati Uniti, dal 2017 è commercializzato anche in Italia.

## Farmacologia

### Farmacodinamica
La vortioxetina, insieme al Vilazodone, fa parte dei farmaci "modulatori dell'attività della serotonina" per via del suo peculiare meccanismo d'azione caratterizzato dall'inibizione del reuptake della serotonina e l'antagonismo o agonismo sui recettori della serotonina. Le affinità per i recettori e trasportatori sono le seguenti:
| Target           | Affinità | Attività         | Attività | Azione farmacologica |
| Target           | Ki (nM)  | IC50 / EC50 (nM) | IA (%)   | Azione farmacologica |
| SERT*            | 1.6      | 5.4              | —        | Inibitore            |
| NET*             | 113      | —                | —        | Inibitore            |
| 5-HT1A*          | 15       | 200              | 96       | Agonista             |
| 5-HT1B*          | 33       | 120              | 55       | Agonista parziale    |
| 5-HT1D*          | 54       | 370              | —        | Antagonista          |
| 5-HT3*           | 3.7      | 12               | —        | Antagonista          |
| 5-HT7*           | 19       | 450              | —        | Antagonista          |
| β1-adrenocettore | 46       | —                | —        | —                    |

* Recettore umano clonato
La sua azione farmacologica è quindi dovuta per lo più all'inibizione del reuptake della serotonina (agendo in tal senso in maniera analoga agli SSRI), l'antagonismo ai recettori 5HT3 (che potrebbe contribuire a diminuire gli effetti collaterali di nausea e agli effetti ansiolitici, nonché quelli pro cognitivi poiché questi recettori sono coinvolti nel rilascio di GABA) e in misura minore all'azione su altri target neurononali quali l'agonismo totale al recettore 5HT1A (che potrebbe aumentare l'efficacia e diminuire alcuni effetti collaterali, specie di tipo sessuale)  e 5HT7 (quest'ultimo è noto essere sito d'azione di altri farmaci antidepressivi). Tale profilo di attività si ritiene porti, oltre alla modulazione dell'attività della serotonina, anche a quella di noradrenalina, dopamina, istamina, acetilcolina, GABA e glutammato. Tuttavia l'esatta influenza di tali modulazioni sull'attività terapeutica non è nota; inoltre l'azione sui target secondari, che sembrano essere occupati solo alle dosi più alte, non è chiaro se si traduca effettivamente in un effetto terapeutico significativo.
Uno studio svolto su pazienti maschi giovani, ha misurato che l'occupazione del trasportatore della serotonina è risultata più alta nei nuclei del raphe, con occupazioni mediane del 25%, 53% e 98% dopo 9 giorni di somministrazione di 2,5, 10 e 60 mg/die. In un altro studio, l'occupazione del trasportatore della serotonina negli uomini è risultata del 50%, 65% e ≥80% a 5, 10 e 20 mg/die di vortioxetina. Il farmaco sembra quindi mostrare una certa selettività per alcune aree cerebrali. Sulla base della sua efficacia clinica (a 5 mg/die), sembra che la vortioxetina possa produrre effetti antidepressivi con un'occupazione del SERT inferiore al 50%. Ciò è in apparente contrasto con gli SSRIe gli SNRI, che sembrano richiedere un'occupazione minima del 70-80% per ottenere l'efficacia antidepressiva. Questi risultati suggeriscono che l'efficacia del farmaco possa essere effettivamente mediata dall'interazione con altri target neuronali oltre che dalla sola inibizione del reuptake della serotonina. Tuttavia, uno studio in cui è stata somministrata vortioxetina a 30 mg/die per 9 giorni, non ha rilevato un'occupazione significativa del recettore 5-HT1A, il che suggerisce che almeno questo specifico recettore della serotonina potrebbe non essere coinvolto nell'effetto terapeutico del farmaco. L'occupazione degli altri recettori nell'uomo non è ancora stata studiata.
È noto che l'antagonismo del recettore 5-HT3 potenzia l'aumento dei livelli cerebrali di serotonina indotti dagli SSRI. Non è chiaro se la vortioxetina sia in grado di agire allo stesso modo nell'uomo e se ciò contribuisca alla sua efficacia terapeutica. Gli SSRI e gli agonisti dei recettori 5-HT1A inducono frequentemente nausea come effetto collaterale, mentre gli antagonisti dei recettori 5-HT3, come l'ondansetron, sono approvati nel trattamento della nausea indotta dagli SSRI. Si ritiene quindi che la vortioxetina, mostrando un antagonismo verso i recettori 5-HT3, possa determinare una ridotta incidenza di nausea rispetto agli SSRI, tuttavia gli studi mostrano tassi significativi e dose-dipendenti di nausea come effetto collaterale, simili a quelli riscontrati con l'SNRI duloxetina. A causa di ciò, alcuni autori hanno espresso dubbi sul fatto che la vortioxetina sia effettivamente un antidepressivo multimodale (in vivo e nell'uomo) dichiarando che potrebbe trattarsi "[solo] un altro inibitore selettivo della ricaptazione della serotonina".

### Farmacocinetica
La vortioxetina è ben assorbita quando viene assunta per via orale e ha una biodisponibilità orale del 75%, raggiunge il picco della concentrazione plasmatica (Cmax) entro 7-11 ore (Tmax) con dosi singole o multiple, ciò si traduce in una emivita plasmatica di ( T⁄1/2) ≈ 66 ore. La concentrazione plasmatica di stato stazionario viene raggiunta perciò in circa 2 settimane, con il 90% degli individui che raggiunge il 90% dello stato stazionario dopo 12 giorni di somministrazione.  Il cibo non ha alcuna influenza sulla farmacocinetica della vortioxetina.
Il volume apparente di distribuzione della vortioxetina è ampio e varia da 2.500 a 3.400 L dopo dosi singole o multiple di 5-20 mg di vortioxetina, con un'ampia distribuzione extravascolare. Il legame con le proteine plasmatiche della vortioxetina è approssimativamente del 98/99%, con circa l'1,25 ± 0,48% libero o non legato.
La vortioxetina è ampiamente metabolizzata per ossidazione tramite gli enzimi del citocromo P450 e successiva glucuronidazione tramite UDP-glucuronosiltransferasi. Il CYP2D6 è l'enzima principale coinvolto nel metabolismo della vortioxetina, ma sono coinvolti anche altri enzimi tra cui CYP2A6, CYP2B6, CYP2C8, CYP2C9, CYP2C19 e CYP3A4/5. La vortioxetina viene inoltre metabolizzata dall'alcol deidrogenasi, dall'aldeide deidrogenasi e dall'aldeide ossidasi. Sono stati identificati sei metaboliti della vortioxetina, nessuno dei quali sembra essere farmacologicamente attivo.

## Usi clinici

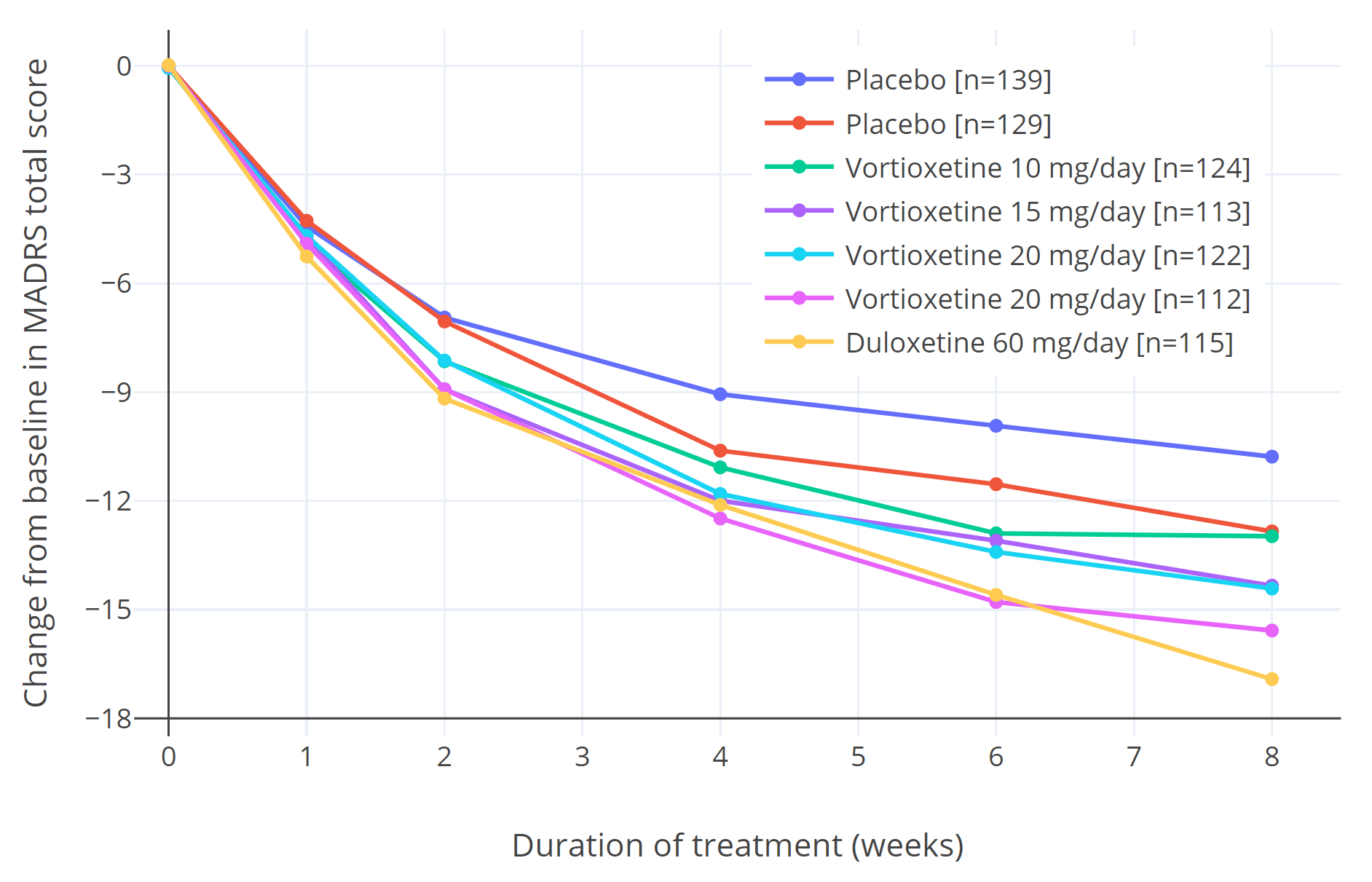
Efficacia della vortioxetina a 10, 15 e 20 mg/die rispetto al placebo e alla duloxetina a 60 mg/die nel trattamento del disturbo depressivo maggiore negli adulti per 8 settimane (misurato dal miglioramento della Montgomery-Åsberg Depression Rating Scale) in due studi randomizzati e controllati. I cambiamenti nel punteggio totale della MADRS dal basale alla settimana 8 sono stati da -10,8 a -12,8 per il placebo, da -13,0 a -15,6 per la vortioxetina e -16,9 per la duloxetina.

La vortioxetina è indicata per il trattamento del disturbo depressivo maggiore, specie se in presenza di sintomi cognitivi e in assenza di disturbi d'ansia. L'efficacia sembra essere simile a quella di altri antidepressivi e in termini di portata l'effetto è stato perciò descritto come modesto.
In 11 studi a breve termine (6-8 settimane) condotti per valutare l'efficacia del composto nel trattamento della depressione maggiore, in 7 si è dimostrata superiore al placebo (composto inattivo) nel determinare una riduzione dei sintomi depressivi a dosaggi compresi tra 5-20 mg al giorno (per confronto, dalle revisioni degli studi gli SSRI hanno mostrato efficacia superiore al placebo nel 40% degli studi). Tuttavia, finora non sono stati condotti studi volti a confrontare la reale efficacia di queste due classi di farmaci. Secondo i risultati di un altro studio, la vortioxetina si sarebbe dimostrata ugualmente efficace alla venlafaxina (un SNRI) ma leggermente più tollerabile, mentre in un altro si sarebbe dimostrata più efficace dell'agomelatina e meglio tollerabile di sertralina, venlafaxina e escitalopram. Tuttavia, tali risultati andranno replicati in studi più ampi.
La molecola sembra avere un effetto positivo sui sintomi cognitivi della depressione, migliorando ad esempio velocità di elaborazione e memoria, tuttavia tali osservazioni andranno replicate in altri studi.
Anche l'appiattimento affettivo, che residua fino al 50% dei pazienti trattati con altri SSRI e SNRI anche dopo la remissione degli altri sintomi depressivi, viene migliorato dalla vortioxetina, probabilmente grazie alla sua attività modulante sui recettori 5HT3, in particolare quelli presenti su interneuroni GABA-ergici che, in assenza di tale antagonismo determinenerebbero invece una riduzione del tono acetilcolinergico, dopaminergico e noradrenergico in risposta all'aumento del tono serotoniergico determinato dagli SSRI.
Una review di studi condotta dalla Cochrane collaboration del 2017, ha stabilito che la collocazione della Vortioxetina nel trattamento della depressione non è chiara a causa della mancanza di volti a confrontarne direttamente l'efficacia con i trattamenti attualmente considerati di prima linea.
I risultati nel trattamento dell'ansia generalizzata sono invece contrastanti e sembra essere poco o per nulla efficace nel trattamento di tale patologia. Una meta-analisi del 2019 ha rilevato che la vortioxetina non ha prodotto risultati statisticamente significativi rispetto al placebo nei sintomi, nella qualità di vita e nei tassi di remissione del disturbo d'ansia generalizzato, ma è risultata ben tollerata. In una meta-analisi del 2020 di studi randomizzati e controllati, la vortioxetina è stata associata a tassi di remissione del disturbo d'ansia generalizzato tra i più bassi tra i farmaci inclusi (odds ratio = 1,30 per la vortioxetina, intervallo di odds ratio per gli altri agenti = 1,13-2,70).

## Effetti collaterali
Gli effetti collaterali sono stati simili a quelli causati dagli SSRI\SNRI per via del simile meccanismo d'azione e quindi costituiti soprattutto da nausea, disturbi gastrointestinali (come costipazione, diarrea, flatulenze), vertigini, bocca secca e disfunzioni sessuali (anorgasmia, disfunzione erettile, riduzione libido). Alcuni di questi tendono a diminuire nel corso delle prime settimane di trattamento (come quelli di natura gastrointestinale) mentre quelli sessuali tendono a persistere nel corso dell'assunzione.  Con l'eccezione della nausea e delle disfunzioni sessuali, questi effetti collaterali sono stati riportati da meno del 10% dei partecipanti allo studio a cui è stata somministrata la vortioxetina. L'interruzione del trattamento a causa di effetti avversi negli studi clinici è stata dell'8% con la vortioxetina rispetto al 3% del placebo.
L'incidenza di disfunzioni sessuali durante il trattamento con Vortioxetina è risultata simile a quella della Duloxetina (SNRI), tuttavia secondo alcuni studi, sembrerebbero essere meglio tollerabili di quelli causati dagli SSRI/SNRI. Secondo i risultati di uno studio, i pazienti (in particolare le donne) tendono a non riportare o riconoscere spontaneamente gli effetti collaterali di tipo sessuale causati dal farmaco.
Negli studi clinici non sono stati osservati cambiamenti significativi nel peso corporeo (aumento o perdita) con la vortioxetina. Il farmaco sembrerebbe inoltre causare meno effetti collaterali di ottundimento emotivo e apatia rispetto agli SSRI e agli SNRI.
Interruzione del trattamento/sindrome da astinenza: la sospensione del trattamento deve avvenire gradualmente per ridurre il rischio di sindrome da astinenza (nausea, capogiri, cefalea, vomito, dolori muscolari, acatisia, disturbi del sonno, disturbi dell'umore, aumento di ansia o depressione). Non esistono dati certi in merito alla sindrome da astinenza (o di discontinuità): i sintomi sono generalmente lievi e tendono a risolversi nel giro di alcuni giorni; tuttavia sono stati descritti casi di sindrome da sospensione più persistenti e di maggiore intensità. I sintomi da astinenza si possono verificare, oltre che in corrispondenza dell’interruzione del trattamento, alla variazione del dosaggio, al passaggio da un antidepressivo ad un altro oppure quando la dose non viene assunta.

### Controindicazioni
Non deve essere somministrata in associazione a farmaci inibitori delle monoammino ossidasi o altri SSRI\SNRI, può provocare una sindrome serotoninergica.
L'uso della vortioxetina non è raccomandato per il trattamento della depressione in pazienti di età inferiore a 25 anni in quanto la sicurezza e l’efficacia del farmaco in questa fascia di età non è stato ancora stabilito: negli studi svolti con altri farmaci antidepressivi si è visto che la somministrazione di tali farmaci nei soggetti giovani causa un aumento del rischio di comportamenti suicidari (tentativi di suicidio e pensieri suicidari) e ostilità (prevalentemente aggressioni, comportamenti oppositivi, rabbia). Il trattamento deve essere accompagnato da una attenta supervisione dei pazienti ed in particolare di quelli ad alto rischio, soprattutto nelle fasi iniziali del trattamento e a seguito dei cambiamenti di dose.
Per via del suo meccanismo d'azione prevalentemente serotoninergico, al pari di altri farmaci come gli SSRI, viene raccomandata prudenza nei pazienti a rischio emorragia e sanguinamenti gastroenterici o ginecologici specie quelli in concomitante terapia con anticoagulanti e/o farmaci noti per interferire con la funzionalità piastrinica (come antiinfiammatori). Allo stesso modo è raccomandata prudenza nei soggetti a rischio iponatremia per possibili alterazioni nella secrezione dell'ormone antidiuretico (SIADH).
L'area sotto la curva (AUC) della concentrazione plasmatica di vortioxetina è aumentata 2,3 volte vortioxetina 10 mg/die è stata co-somministrata con bupropione (un potente inibitore del CYP2D6, uno degli enzimi degradativi della vortioxetina, 150 mg due volte al giorno). La co-somministrazione ha comportato una più elevata incidenza di reazioni avverse. Perciò la dose deve essere aggiustata attentamente quando la vortioxetina è associata ad un farmaco in grado di inibire tale enzima (es. bupropione, chinidina, fluoxetina, paroxetina). Analogamente si sono fatte osservazioni simili quando la vortioxetina è stata associata ad inibitori del CYP3A4 e del CYP2C9 (come ketoconazolo e fluconazolo anche se per questi due l'aumento non è stato significativo e non ha richiesto l'aggiustamento della dose somministrata).

### Gravidanza e allattamento
La sicurezza della somministrazione della Vortioxetina durante la gravidanza sulla madre e sul feto non sono stati ancora studiati. Tuttavia studi su cavie hanno dimostrato una tossicità riproduttiva, la somministrazione di SSRI, con cui vortioxetina condivide parte del meccanismo d'azione, durante la gravidanza pone dei rischi per la salute del bambino. L'uso di Vortioxetina durante la gravidanza è perciò fortemente sconsigliato a meno che le condizioni cliniche della donna richiedano il trattamento con vortioxetina.
Vortioxetina ed i suoi metaboliti sono in grado di passare nel latte materno, per cui la somministrazione è sconsigliata nel corso dell'allattamento per via dei possibili rischi sul lattante.